# Aspidodiadematidae
De Aspidodiadematidae zijn een familie van zee-egels uit de orde der Aspidodiadematoida.

## Kenmerken
Deze zee-egels bezitten een groot aantal stekels, die bij sommige soorten een lengte tot 30 centimeter kunnen bereiken. Soorten uit het geslacht Plesiodiadema hebben kortere stekels (4 tot 7 centimeter).

## Geslachten
- Aspidodiadema A. Agassiz, 1878
- Culozoma Vadet & Slowik, 2001 †
- Gymnotiara Pomel, 1883 †
- Plesiodiadema Pomel, 1883